# Тачи, Мендух
Мендух Тачи (алб. Menduh Thaçi; 3 марта 1965, Тетово) — политик Республики Македония албанского происхождения.
Он окончил медицинский факультет Приштинского университета, где изучал стоматологию. Тачи начал свою политическую карьеру в качестве заместителя председателя Партии демократического процветания албанцев, которая в 1997 году объединилась с Народно-демократической партией, образовав Демократическую партию албанцев. В 2007 году он был избран лидером ДПА.

## Ссылка
- Официальный сайт